# Тремпъло
Окръг Тремпъло (на английски: Trempealeau County) е окръг в щата Уисконсин, Съединени американски щати. Площта му е 1922 km², а населението - 30 760 души (1 април 2020). Административен център е град Уайтхол.